# Mike Green (Eishockeyspieler, 1985)
Michael David „Mike“ Green (* 12. Oktober 1985 in Calgary, Alberta) ist ein ehemaliger kanadischer Eishockeyspieler, der im Verlauf seiner aktiven Karriere zwischen 2001 und 2020 unter anderem 956 Spiele für die Washington Capitals, Detroit Red Wings Edmonton Oilers in der National Hockey League (NHL) bestritten hat. Den Großteil seiner Karriere verbrachte der Verteidiger dabei zwischen 2005 und 2015 in der Organisation der Washington Capitals, in deren Diensten er zweimal ins NHL First All-Star Team berufen wurde und mit dem Farmteam Hershey Bears im Jahr 2006 den Calder Cup der American Hockey League (AHL) errang. Darüber hinaus gewann Green mit der kanadischen Nationalmannschaft bei der Weltmeisterschaft 2008 die Silbermedaille.

## Karriere

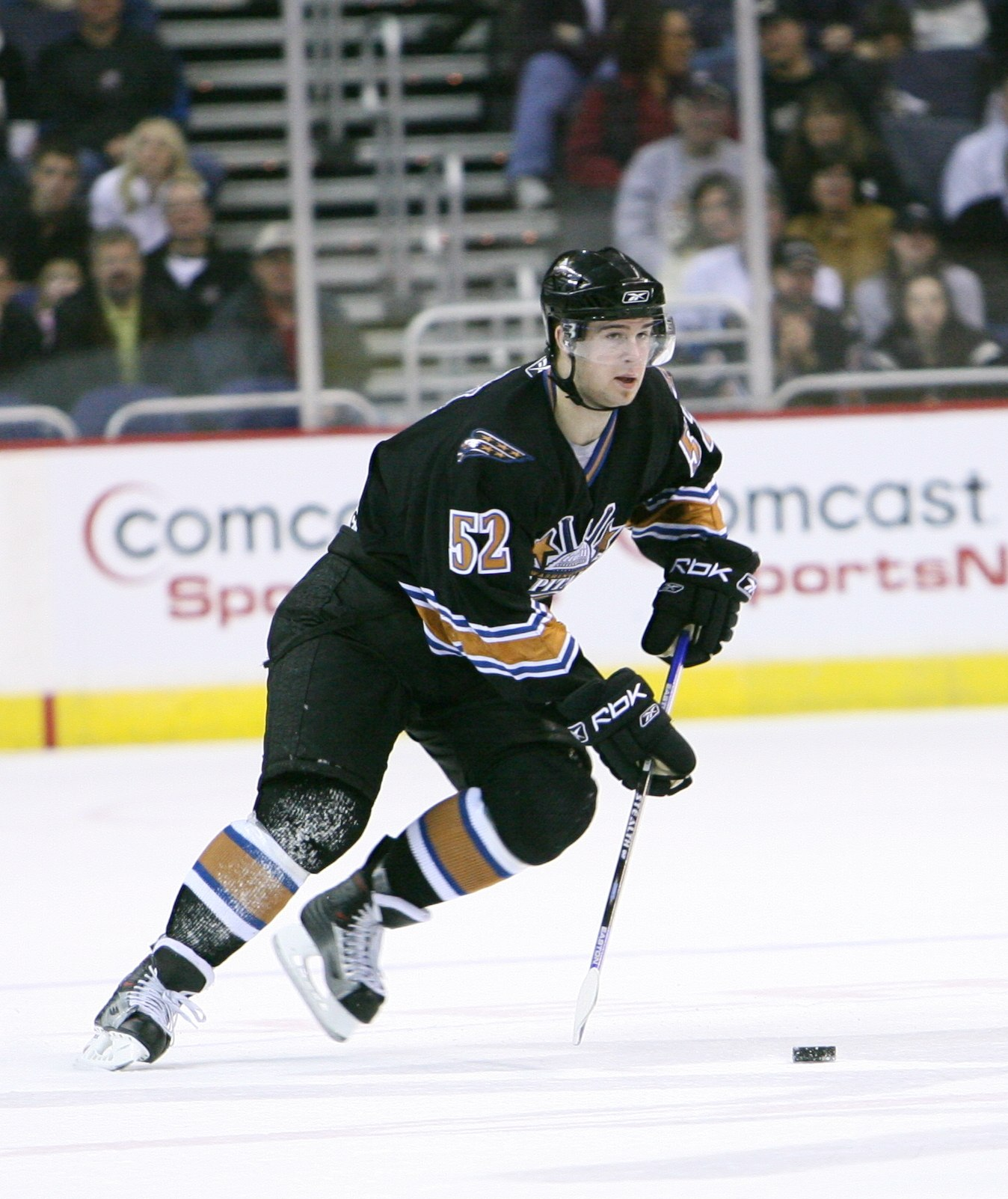
Green im Trikot der Washington Capitals

Der 188 cm große Verteidiger begann seine Karriere in der kanadischen Juniorenliga Western Hockey League bei den Saskatoon Blades, bevor er beim NHL Entry Draft 2004 als 29. in der ersten Runde von den Capitals ausgewählt wurde.
Zunächst bei den Hershey Bears, einem Farmteam der Capitals in der American Hockey League, eingesetzt, absolvierte der Rechtsschütze in der Saison 2005/06 seine ersten NHL-Spiele für Washington, ab der Saison Spielzeit 2006/07 gehörte er zum Stammkader der Hauptstädter. Im Jahr 2007 wurde Green für das im Rahmenprogramm des NHL All-Star Game stattfindende „Young-Stars-Game“ nominiert, für das Team der Eastern Conference gelangen ihm hier drei Assists.
Ab der Saison 2007/08 gehörte Green zum Stammpersonal der Capitals in der NHL. Anfang Juli 2008 verlängerte er seinen Kontrakt bei den Caps um vier Jahre, der ihm ein Gehalt von insgesamt 21 Millionen US-Dollar garantierte. Am 14. Februar 2009 erzielte Green im achten Spiel in Folge mindestens ein Tor und setzte damit eine neue NHL-Bestmarke für Verteidiger. Den früheren Rekord hielt Mike O’Connell, der in der Saison 1983/84 sieben Mal in Serie getroffen hatte. Nach Abschluss der regulären Saison 2008/09, die der Kanadier mit 31 Toren und 42 Assists als punktbester Verteidiger der NHL beendet hatte, wurde Green erstmals in seiner Karriere für die James Norris Memorial Trophy als bester Verteidiger nominiert.
Nach über neun Spielzeiten in Washington wurde sein Vertrag nach der Spielzeit 2014/15 nicht verlängert, sodass er sich als Free Agent den Detroit Red Wings anschloss. Dort verbrachte er fast fünf Jahre, bevor er im Februar 2020 zur Trade Deadline an die Edmonton Oilers abgegeben wurde. Im Gegenzug erhielten die Red Wings ein konditionales Viertrunden-Wahlrecht im NHL Entry Draft 2020, aus dem eines für die dritte Runde des NHL Entry Draft 2021 werden soll, sofern die Oilers in den folgenden Playoffs das Conference-Finale erreichen und Green dabei mindestens die Hälfte der Spiele bestreitet. Darüber hinaus übernahmen die Red Wings den Vertrag von Kyle Brodziak sowie die Hälfte von Greens Gehalt. Am Ende der Spielzeit beendete der 34-Jährige seine Karriere als Aktiver.

### International
Für Kanada nahm Green an der U18-Junioren-Weltmeisterschaft 2003 teil, bei der er mit seiner Mannschaft Weltmeister wurde. Bei der Eishockey-Weltmeisterschaft 2008 stand er erstmals in der Seniorenauswahl des Team Canada im Einsatz und gewann die Silbermedaille. Außerdem wurde Green ins All-Star Team der Weltmeisterschaft gewählt.

## Erfolge und Auszeichnungen
| - 2004 Teilnahme am CHL Top Prospects Game - 2005 WHL East First All-Star Team - 2006 Calder-Cup-Gewinn mit den Hershey Bears - 2006 AHL All-Rookie Team - 2007 Teilnahme am NHL YoungStars Game | - 2009 NHL First All-Star Team - 2010 NHL First All-Star Team - 2011 Teilnahme am NHL All-Star Game - 2018 Teilnahme am NHL All-Star Game |

### International
- 2003 Goldmedaille bei der U18-Junioren-Weltmeisterschaft
- 2008 Silbermedaille bei der Weltmeisterschaft
- 2008 All-Star-Team der Weltmeisterschaft

## Karrierestatistik

### International
Vertrat Kanada bei:
- U18-Junioren-Weltmeisterschaft 2003
- Weltmeisterschaft 2008

(Legende zur Spielerstatistik: Sp oder GP = absolvierte Spiele; T oder G = erzielte Tore; V oder A = erzielte Assists; Pkt oder Pts = erzielte Scorerpunkte; SM oder PIM = erhaltene Strafminuten; +/− = Plus/Minus-Bilanz; PP = erzielte Überzahltore; SH = erzielte Unterzahltore; GW = erzielte Siegtore; 1 Play-downs/Relegation; Kursiv: Statistik nicht vollständig)